# سرفل ثلجي
سرفل ثلجي (الاسم العلمي:Chaerophyllum nivale) هو نوع من النباتات يتبع جنس السرفل من الفصيلة الخيمية.